# Маргиев, Анатолий Хазбиевич
Анато́лий Хазби́евич Марги́ев (осет. Мӕргъиты Хазбийы фырт Анатолий; род. 22 апреля 1954 года селении Тли Дзауского района Южной Осетии) — мастер спорта СССР, заслуженный тренер России, заслуженный тренер Южной Осетии.

## Биография
Родился 22 апреля 1954 года в селе Тли Дзауского района Южной Осетии. После получения высшего образования Анатолия Маргиева в 1976 году призвали на военную службу в ЦСКА. Произошло это неспроста: в те времена он уже показывал отличные результаты в вольной борьбе. В 1983 году перешёл на тренерскую работу. Внес существенный вклад в становление ЦСКА одной из сильнейших борцовских школ в России. Среди его воспитанников такие известные борцы как: Вадим Богиев, Хаджимурат Гацалов, Ирбек Фарниев, Денис Царгуш, Сослан Рамонов и Джамал Отарсултанов.
В настоящее время главный тренер команды ЦСКА по борьбе.
Живёт в Москве. Женат, имеет сына и дочь.

## Тренерская карьера
C 1979 по 1982 — тренер-преподаватель ДЮСШ по вольной борьбе в учебно-спортивном комбинате «Наука»

C 1982 по 1983 — старший тренер-преподаватель ДЮСШ по вольной борьбе в учебно-спортивном комбинате «Наука»

C 1983 по 1986 — тренер-преподаватель ДЮСШ ЦСКА по единоборствам

C 1986 по 1987 — старший тренер-преподаватель ДЮСШ ЦСКА по единоборствам

C 1987 по 1993 — старший тренер-преподаватель СДЮСШОР по борьбе вольной, классической и дзюдо ЦСКА

C 1993 по 2004 — тренер команды греко-римской и вольной борьбы ЦСКА

С 2004 по наст.вр. — главный тренер команды ЦСКА по борьбе

С 2017 по наст.вр. — главный тренер сборной России по вольной борьбе до 23 лет.

## Открытие бюста
22 апреля 2014 года в честь шестидесятилетия Анатолия Маргиева на Аллее Славы Центрального спортивного клуба Армии (ЦСКА) состоялось торжественное открытие бюста. 
Его бюст станет в одном ряду с бюстами таких великих спортсменов и тренеров, как Всеволод Бобров, Александр Гомельский, Борис Михайлов, Ирина Роднина, Юрий Чесноков и др.

## Награды и звания
- Орден «За заслуги перед Отечеством» IV степени (2 февраля 2013 года) — за успешную подготовку спортсменов, добившихся высоких спортивных достижений на Играх ХХХ Олимпиады 2012 года в городе Лондоне (Великобритания)[1]
- Орден Почёта (2 ноября 1995 года) — за высокие спортивные достижения на первых Всемирных военных играх 1995 года[2]
- Орден Дружбы (21 апреля 2014 года, Южная Осетия) — за заслуги в укреплении дружественных отношений между народами Республики Южная Осетия и Российской Федерации, большой личный вклад в развитие отечественного и мирового спорта и в связи с 60-летием со дня рождения[3]
- Заслуженный работник физической культуры Российской Федерации (29 апреля 2003 года) — за большой вклад в развитие отечественного спорта и высокие личные показатели в служебной деятельности[4]
- Медаль «В память 850-летия Москвы»
- Медаль ордена «За заслуги перед Отечеством» II степени